# Doro-ta-bō

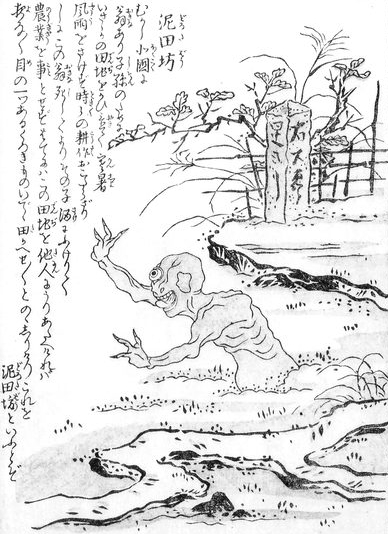
Doro-ta-bō.

El Doro-Ta-Bo (泥田坊?) es una leyenda dentro del imaginario popular japonés. Se dice, ocurrió en algún lugar al oeste de Japón.
La historia cuenta acerca de un granjero pobre, pero muy trabajador, que se las arregló para convertir un pedazo de tierra descuidada, en un hermoso cultivo.
Un día, el pobre granjero murió, y su hijo, un irresponsable, haragán y deshonesto, se la pasó bebiendo y jugando, y cuando tuvo problemas de dinero, vendió la granja de su padre, con lo que su alma no pudo descansar.
Una noche, el alma del padre emergió del lodo que antaño fue su huerta, y comenzó a llorar por su campo devastado. Desde esa noche, se escucha al granjero muerto llorar en su terreno muerto.
- Datos: Q3231637